# Priesca
Priesca es una parroquia española del concejo de Villaviciosa, en Asturias. Cuenta con una población de 92 habitantes (INE, 2020).

## Localidades
La parroquia está formada por las siguientes poblaciones:
- Los Casares, casería
- Cotaraxa (La Cotaraxa), casería
- La Cuesta, casería
- Fongabín, casería
- Maniel, casería
- Muñones, casería
- El Otero (L'Oteru), aldea
- La Prida (La Pría), aldea
- Quintana (La Quintana), aldea
- La Soma, casería
- Soto (Sotu), casería
- Tarandielles (Les Tarandielles), casería
- Toroyes, casería
- La Vega, aldea

## Demografía
| Gráfica de evolución demográfica de Priesca entre 2000 y 2020      |
|                                                                    |
| Población de derecho (2000-2020) según el padrón municipal del INE |

## Patrimonio
- Iglesia de San Salvador (Priesca)